# Ennomosia
Ennomosia là một chi bướm đêm thuộc họ Crambidae.

## Species
- Ennomosia atribasalis
- Ennomosia basalis (Hampson, 1897)
- Ennomosia geometridalis Amsel, 1956